# Autonome Nationalisten

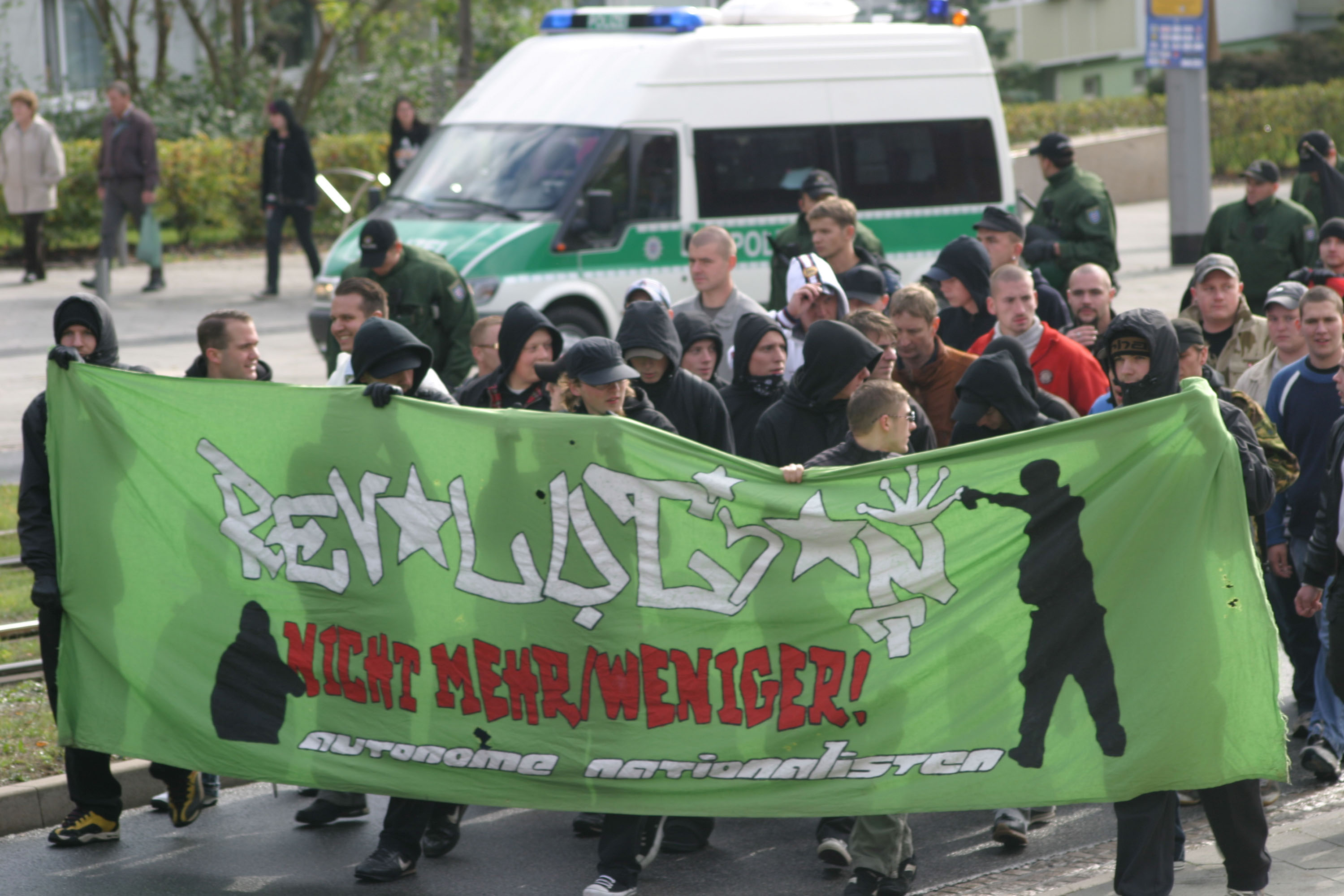
Autonome Nationalisten auf NPD-Demo am 7. Oktober 2006 in Nordhausen

Als Autonome Nationalisten (AN) bezeichnen sich zumeist jugendliche Neonazis aus den Reihen der freien Kameradschaften in Deutschland. Sie greifen seit etwa 2002 bei ihrem Auftreten und ihren Aktionsformen bewusst auf das Vorbild der politisch linken autonomen Bewegung zurück und vertreten dabei unter anderem antizionistische sowie antiimperialistische Argumentationsmuster.

## Entstehung und Entwicklung
Ihren Ursprung hat diese Strömung im Jahr 1990, als Neonazis aus dem Umfeld der Nationalen Alternative (NA) in Berlin-Lichtenberg ein Haus besetzten und damit besonders augenfällig eine Aktionsform der linken Hausbesetzer-Bewegung übernahmen. Mitte der 1990er Jahre entwickelten Christian Worch und Thomas Wulff als Reaktion auf die Verbote mehrere rechtsextremer Organisationen das Konzept der „Freien Kameradschaften“. Diese nur lose organisierten, „autonomen“ und regional operierenden Kleinstgruppen aus meist nicht mehr als 20 bis 25 Personen wurden in der zweiten Hälfte der 1990er Jahre zur dominierenden Organisationsform der Neonaziszene, wobei die Mitglieder in Auftreten, Kleidung, Habitus und skandierten Parolen nahezu ausschließlich dem Bild des rechtsextremen Skinheads entsprachen.
Davon deutlich abweichend traten erstmals 2002 die „Autonomen Nationalisten Berlin“ (ANB) als loser Zusammenhang von Aktivisten aus der Freien Kameradschaftsszene hervor. Zu ihnen gehörten Angehörige der „Kameradschaft Tor“, der „Kameradschaft Pankow“ und der „Vereinigten Nationalisten Nordost“, die zunächst von dem Berliner Neonazi Oliver Schweigert unterstützt wurden. Sie versuchten, mit einer Serie von Aufklebern und Sprühereien eine Drohkulisse gegen Antifaschisten aufzubauen, und traten auf Neonazi-Kundgebungen wie der von der NPD organisierten Demonstration am 1. Mai 2003 in Berlin mit einem eigenen Transparent mit der Aufschrift „Organisiert den nationalen schwarzen Block – Unterstützt örtliche Anti-Antifa-Gruppen – Wehrt Euch und schlagt zurück – Autonome Nationalisten Berlin“ auf. Eine größere Bekanntheit zunächst nur innerhalb der extrem rechten Szene riefen die ersten Versuche hervor, auch die militanten Aktionsformen der linksautonomen Szene zu übernehmen. So wurde am 1. Mai 2004 in Berlin und am 1. Mai 2005 in Leipzig erstmals versucht, schwarze Blöcke in den ersten Reihen der Neonazi-Aufmärsche zu formieren und damit durch die Polizeiketten zu brechen.

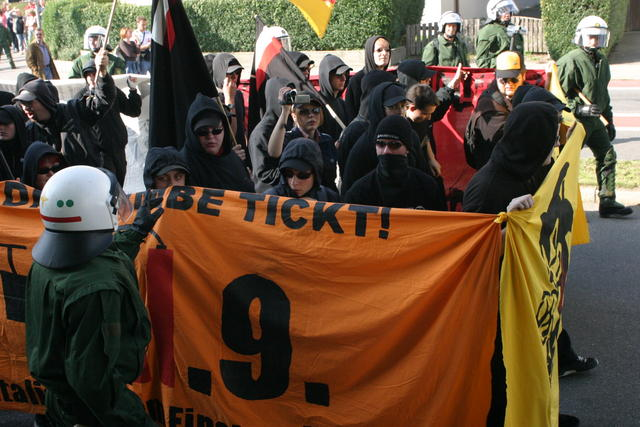
Autonome Nationalisten in Blockformation

In den Folgejahren übernahmen in der gesamten Bundesrepublik einzelne junge Neonazis und Kleingruppen die Bezeichnung und den Stil der „Autonomen Nationalisten“. Schwerpunkte bilden Großstädte und Ballungsräume, neben Berlin insbesondere das Ruhrgebiet („Autonome Nationalisten Östliches Ruhrgebiet“, „Autonome Nationalisten Westliches Ruhrgebiet“, „Autonome Nationalisten Wuppertal/Mettmann“, „Autonome Nationalisten Marl“) und München um die Neonazi-Kader Hayo Klettenhofer und Philipp Hasselbach.
Doch auch in kleineren Städten und sogar ländlichen Räumen sind einzelne Anhänger und Kleingruppen zu verzeichnen. So beteiligten sich in Gera im Dezember 2004 die „Autonomen Nationalisten Gera“ an den Montagsdemonstrationen gegen Sozialabbau und traten mit eigenen Pressemitteilungen in die Öffentlichkeit. Nach der Selbstauflösung des neonazistischen „Aktionsbündnisses Mittelhessen“ ebenfalls Ende 2004 treten ehemalige Mitglieder im Raum Marburg als „autonome Nationalisten“ in Erscheinung. Bei einer Demonstration in Bützow am 26. Februar 2005 trat eine Gruppierung von Rostocker Neonazis auf, die als „Autonome Nationalisten Rostock“ (ANR) mit einem entsprechenden Transparent und typischem Autonomen-Outfit firmierten. Die Personen waren hier bislang als „Hatecrew 88“ bekannt und traten 2003 auf den von Christian Worch organisierten Demonstrationen in Mecklenburg-Vorpommern erstmals in Erscheinung. Bei der Führungsperson der „Hatecrew 88“ bzw. der „Autonomen Nationalisten Rostock“ handelt es sich um einen 2002 von Nordrhein-Westfalen nach Rostock zugezogenen Neonazi, der sich gleich nach seinem Zuzug in der Rostocker Szene etablierte und Szenepersonen um sich gruppierte.

## Auftreten

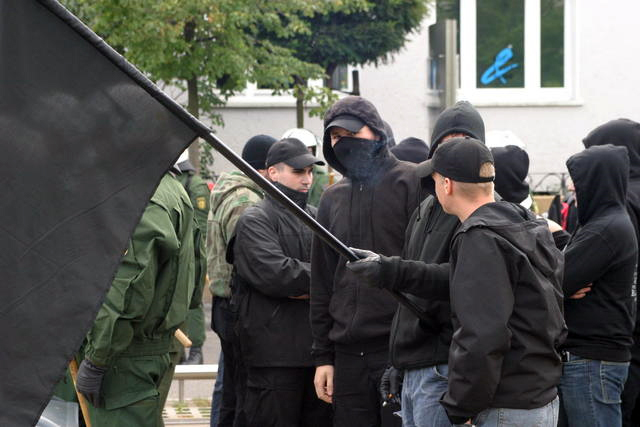
Einheitliche Kleidung und Vermummung zum Schutz vor Identifizierung und Strafverfolgung

„Autonome Nationalisten“ zeichnen sich durch eine direkte Übernahme und Umwandlung des Kleidungsstils und der Aktionsformen der linksradikalen Autonomen aus. Sie treten bei Demonstrationen weitgehend geschlossen in einheitlicher schwarzer Kleidung, bestehend aus schwarzen Windbreakern mit Kapuze, Kapuzenpullovern und Baseball-Kappen, auf. Häufig tragen sie zusätzlich ein so genanntes Palästinensertuch, das auch zur Vermummung dienen kann. Bisweilen werden auch schwarze Handschuhe mit Protektoren getragen oder demonstrativ in den Gesäßtaschen eingesteckt, die wie in Teilen der Autonomen oder bei Hooligans als Zeichen der Gewaltbereitschaft zu deuten sind.
Wie bei dem modischen Vorbild der Autonomen werden die Kleidungsstücke mit Buttons und Aufnähern besetzt, auf denen politische Slogans oder Abzeichen zum Ausdruck gebracht werden. Häufig werden dabei Parolen, Slogans, Layout-Stil und Duktus aus der autonomen Antifa-Bewegung und alternativen Jugendkulturen verwendet und nur leicht verändert, so z. B. das Logo der Antifaschistischen Aktion mit zwei schwarzen statt einer schwarzen und roten Fahne und der Umschrift „Nationale Sozialisten“ bzw. „Autonome Nationalisten – Bundesweite Aktion“ mit Bezug auf die 2001 aufgelöste „Antifaschistische Aktion/Bundesweite Organisation“ (AA/BO). Das Logo antifaschistischer Hardcore-Punk-Anhänger mit dem Schriftzug „Good night – white pride“ wurde ebenfalls übernommen und durch den Slogan „Good night – left side“ ersetzt.
Bei Demonstrationen und Kundgebungen der rechtsextremen Szene, die meist von der NPD oder Freien Kameradschaften organisiert werden, bilden sie eigene Gruppen, die bisweilen den Anspruch haben, als „Black Block“ aufzutreten, was jedoch aufgrund der geringen Teilnehmerzahlen nur selten eingelöst werden kann. Sie bevorzugen die vordersten Reihen und treten mit eigenen Transparenten auf, die sich mit englischsprachigen Slogans wie „Fight the system“ oder „Fuck the law“, populären Comicfiguren, grellen Farben und aufwändig gestalteten Schriftzügen im Graffiti-Stil wiederum an den Transparenten der Antifa-Bewegung orientieren. Durch die häufige Verwendung von Anglizismen und Elementen der Hip-Hop-Kultur unterscheiden sie sich damit deutlich vom Auftreten der traditionellen rechtsextremen Skinhead- und Altnazi-Szene. Hinzu kommt das Übernehmen der Musik von Anarcho Rio Reiser und Ton Steine Scherben.

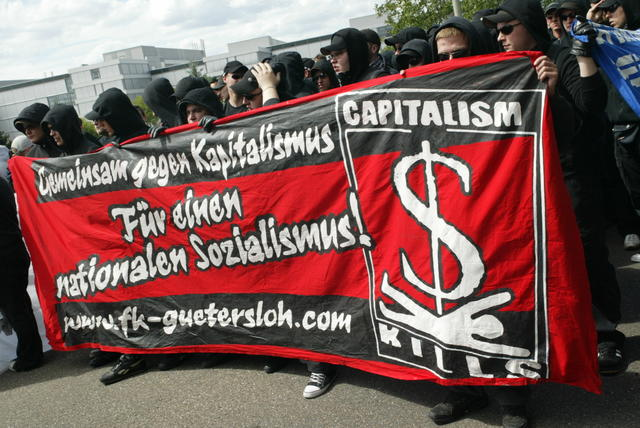
Neonazis als Autonome Nationalisten im Schwarzen Block mit antikapitalistischen und nationalsozialistischen Parolen

Ziel ist es zum einen, dem Bedürfnis auch Jugendlicher und junger Erwachsener mit rechtsextremen und neonazistischen Weltbildern nach einem modernisierten Lifestyle entgegenzukommen und nicht dem Image des Ewiggestrigen und den Klischees vom „Stiefel-Nazi“ und „Skinhead“ zu entsprechen. Zum anderen sind es dieselben Absichten, die auch bei den Autonomen mit der Verwendung einheitlicher schwarzer Bekleidung verbunden wurden. So hieß es in dem Aufruf zur 1.-Mai-Kundgebung: „Die schwarze Kleidung ermöglicht uns, dass wir von Antifas, Bullen und anderen nicht mehr auseinandergehalten und erkannt werden können.“
Sie zeigen häufig ein im Vergleich zu den traditionellen Rechtsextremisten noch aggressiveres Auftreten gegenüber Teilnehmern antifaschistischer Gegendemonstrationen und der Polizei und begründen dies mit einer Bedrohung durch Staat und Antifa. So schrieben beispielsweise die „Autonomen Nationalisten Wuppertal/Mettmann“ in einer Selbstdarstellung, man werde sich „nicht von diesem Besatzersystem rumschubsen lassen“. Mit „rechtskonservativen Organisationen“, die nach der Devise „Wenn dich einer auf die rechte Wange schlägt, dann halte auch die andere Wange hin“ handeln würden, will man nichts zu tun haben: „Wer uns auf die rechte Wange schlägt, der bekommt anschließend rechts und links eine!“.
Auch die Praxis der autonomen Antifa-Bewegung, die sich häufig auf die Neonazis als einzigen Gegner fokussiert – was wiederum in der autonomen Antifa-Bewegung seit Jahren umstritten ist –, wurde in gewisser Weise übernommen und führte zu intensiver Anti-Antifa-Tätigkeit und gewalttätigen Übergriffen auf politische Gegner. In Berlin versuchen die Aktivisten der ANB, linke Veranstaltungen zu observieren, Daten von politischen Gegnern zu sammeln und Antifaschisten durch Drohungen einzuschüchtern. Ein führendes ANB-Mitglied hatte während seiner Beschäftigung beim Finanzamt Friedrichshain/Prenzlauer Berg den Computer angezapft, um Daten von Polizisten und politischen Gegnern zu entnehmen. Bei einem weiteren ANB-Mitglied wurden 2004 bei einer Hausdurchsuchung zahlreiche Namen und Anschriften von vermeintlichen Antifaschisten und Polizisten gefunden. Mittlerweile versuchen Kameradschafts-Aktivisten aus dem Umfeld der „autonomen Nationalisten“ mit mehr oder weniger gezielten Aktionen, ihre politischen Gegner aus der autonomen Antifa-Bewegung auch direkt anzugreifen. So gab es Angriffe auf die Wohnhäuser vermeintlicher Antifa-Aktivisten und linke Jugendclubs, Angriffe auf eine antifaschistische Ausstellung und Veranstaltungen und (spontane) Angriffe auf bekannte Antifaschisten. Alternative Jugendliche berichten, dass ihnen Neonazis im autonomen Outfit auflauerten und sie angriffen. Auch weitere Aktionsformen der Autonomen wie symbolische Hausbesetzungen werden kopiert, verbunden mit der Forderung nach „nationalen Jugendzentren“. Neben den Demonstrationen versuchen sie, durch Aufkleber und Sprühereien öffentlich auf sich aufmerksam zu machen.
Im April 2008 trat bei einer „Gedenkdemonstration“ zum Gedenken an einen wenige Tage zuvor getöteten Jugendlichen im rheinländischen Stolberg der „schwarze Block“ vermummter Neonazis bisher am massivsten auf: Ein Block von ca. 170 „autonomen Nationalisten“ griff Polizeieinheiten an, zündete aus dem Block heraus Feuerwerkskörper und trat mit noch nicht gekannter Brutalität auf. Das Auftreten der „autonomen Nationalisten“ war derart bundesweit noch nicht beobachtet worden, die Polizeikräfte sprachen auch zum ersten Mal in einer Pressemitteilung vom Auftreten von „Rechtsautonomen“ auf einer Demonstration. Auch die schweren Krawalle am 1. Mai 2008 in Hamburg-Barmbek gingen nach Polizeiangaben von Autonomen Nationalisten aus.
Zu einem Zentrum dieser Szene hat sich in den ausgehenden Nuller-Jahren Dortmund entwickelt. Hier finden regelmäßig von autonomen Nationalisten aus dem Umfeld des „Nationalen Widerstands Dortmund“ organisierte Aufmärsche zum sog. „nationalen Antikriegstag“ statt. Am 1. Mai 2009 griff zudem eine Gruppe von 300 bis 400 autonomen Nationalisten eine Demonstration des DGB an.

## Ideologie

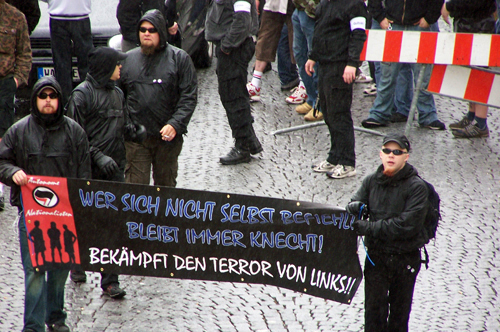
„Autonome Nationalisten“ auf einer Neonazi-Demonstration am 13. Mai 2006 in Suhl (Südthüringen)

Das Verhältnis der „autonomen Nationalisten“ zum politischen System der Bundesrepublik Deutschland wie auch zu der übrigen rechtsextremen Bewegung wurde in dem ersten Demonstrationsaufruf 2004 definiert: „Der nationalrevolutionäre, schwarze Block unterscheidet sich nicht hauptsächlich durch sein Äußeres von den anderen Demonstrationsteilnehmern, sondern durch die revolutionären Inhalte und seine Aktionen (Blockaden, Besetzungen, Verweigerungen, etc.): Wir glauben nicht daran, dass das kapitalistische System reformiert oder verbessert werden kann – das vorherrschende System IST der Fehler und muss durch eine neue, freie, gerechte und NATIONAL UND SOZIALE Gesellschaftsform ersetzt werden.“
„Autonome Nationalisten“ sehen sich selbst als bewusste Provokateure der Altnazis und lehnen deren „schwarz-weiß-rote Deutschtümelei“ oder „1933er-Romantik“ ab. Ziel ist eine breite Unterwanderung der Jugend und ein Aufbrechen der extrem rechten subkulturellen Identität der Skinhead-Szene. So formulierten die „Autonomen Nationalisten Wuppertal/Mettmann“ ihr Alternativkonzept: „Wir setzen uns dafür ein, alle relevanten Teile der Jugend und der Gesellschaft zu unterwandern und für unsere Zwecke zu instrumentalisieren. Es spielt keine Rolle welche Musik man hört, wie lang man seine Haare trägt oder welche Klamotten man anzieht.“ Der bekannte Neonaziaktivist Axel Reitz beschrieb diese Strategie: „Diese ‚Autonomen‘ kopieren den Stil und die Aufmachung der linken Strukturen und von linken bisher agitierten Jugendkulturen, dabei werden die bekannten Symbole und Outfits mit unseren Inhalten besetzt und in unserem Sinne interpretiert. ... Mittels dieses Auftretens besteht die Möglichkeit sozusagen unerkannt, da dem bekannten Bild des ‚Faschisten‘ entgegen laufend, in die bisher von gegnerischen Lagern beherrschte Gebiete vorzudringen, politisch und kulturell. Graffitis  sprühen, unangepasst und ‚hip‘ sein können nicht nur die Antifatzkes, sondern auch wir, damit erreichen wir ein Klientel welches uns bis dato verschlossen geblieben ist.“
Gleichzeitig halten die „autonomen Nationalisten“ an der nationalsozialistischen Ideologie fest und propagieren Rassismus, Antisemitismus und Nationalismus. Nach ihrer eigenen Stilisierung knüpfen die „Autonomen Nationalisten“ ideologisch an den „linken Flügel“ der NSDAP, vertreten durch Gottfried Feder sowie Otto und Gregor Strasser, an. Eine (kameradschaftsintern äußerst umstrittene) Sondergruppe, die „Nationalen Sozialisten für Israel“ („NaSofI“), dehnt das ethnopluralistische Konzept auch auf Israel aus: sie bejahen einerseits ein Existenzrecht Israels und wenden sich vorgeblich gegen Antisemitismus und Antizionismus, vertreten andererseits gemäß diesem Konzept jedoch die Ansicht, der „Platz“ für Menschen jüdischen Glaubens sei nicht in Deutschland, sondern in Israel. Auch sie propagieren grundsätzlich ein Recht auf „Selbstverteidigungsakte“, wenn sich „Völker einnisten“; im Falle der Juden während der NS-Zeit wäre es ihrer Meinung nach besser gewesen, wenn man statt des, in ihrem Sprachgebrauch, „sog. ‚Holocaust‘“ zionistische Organisationen zwecks Auswanderung der Juden nach Palästina gefördert hätte. Die Juden in der Diaspora, die immer, laut NaSofI, ihre „völkische Identität gewahrt“ hätten, hätten jedoch keine andere Wahl gehabt, als sich in eine andere Nation „zu begeben“.
Besondere Schwierigkeiten bereitet es ihnen, den Begriff autonom auch inhaltlich zu füllen. Reitz beantwortete die Frage „Wieso überhaupt ‚Autonome Nationalisten?’“ in dem Neonazi-Internetforum „Freier Widerstand“ Ende 2004 zunächst nur mit einem knappen „Was sind ‚autonome Nationalisten’, eigenständige Nationalisten, Punkt, Aus, Ende, das war’s.“ Christian Worch definierte an derselben Stelle den Begriff „autonom“ als Notlösung, da mehrere „freie Nationalisten“ mittlerweile NPD-Parteiangehörige geworden seien und daher der Begriff „frei“ verwässert wäre. Im Juli 2005 meinte Reitz: „Nationalautonom ist zu allerst ein Begriff und je nach Apologet dieses an sich oberflächlichen Wortkonstruktes wird er anders definiert (...) Eine verbindliche Definition über den Begriff kann Dir also niemand geben (...)“

## Verhältnis zur rechtsextremen Szene und NPD

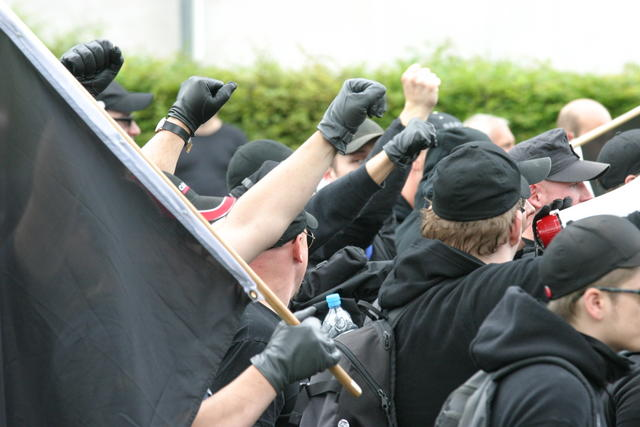
Geballte Fäuste zur Machtdemonstration

Das Bundesamt für Verfassungsschutz stellte im Verfassungsschutzbericht 2007 fest:

„Nachdem die „Autonomen Nationalisten“ in den Vorjahren innerhalb des rechtsextremistischen Spektrums – selbst innerhalb der Neonaziszene – isoliert waren, zeigte sich 2007 eine Veränderung: Im Zusammenhang mit einem „Abgrenzungsbeschluss“ des Parteipräsidiums der „Nationaldemokratischen Partei Deutschlands“ (NPD) gegenüber den „Autonomen Nationalisten“ erklärte sich der größte Teil der deutschen Neonazi-Szene im August 2007 mit den „Autonomen Nationalisten“ solidarisch. Dies kann als Indiz für die gestiegene Reputation der Strömung innerhalb der Szene gewertet werden.“

Das Präsidium der NPD ist gespalten und versucht sich nach außen mit Parolen wie „Unsere Fahnen sind schwarz – unsere Blöcke nicht“ abzugrenzen, kritisiert werden vor allem die „bisher nur von linksradikalen/antifaschistischen Demonstrationen bekannten Phänomene“ und man wende sich gegen „anarchistische Erscheinungsformen“. Während der Parteivorsitzende Udo Voigt sich zunächst mit den Worten, man solle nicht „den Anspruch, modern und revolutionär wirken zu wollen, dadurch erkaufen, dass man Erscheinungs- und Kleidungsformen der altbackenen Antifa nachahmt“ distanzierte, grüßte er zuletzt bei einem Parteitag der NPD „ausdrücklich die Vertreter des Schwarzen Blocks“ und ergänzte, man ließe sich nicht „durch die Medien, nicht durch Hetze, auseinanderdividieren“. Auf dem Bundesparteitag der NPD im Jahre 2008 kritisierte Voigt Anleihen bei der linken Szene, wie die „geballte Kommunistenfaust“ oder „ausländische Symbole und Sprüche“, während Thomas Wulff und der verstorbene Jürgen Rieger die Gesellschaft der Autonomen Nationalisten nicht scheuen bzw. scheuten. Dennis Giemsch, einer der führenden Köpfe der freien Kameradschaften in NRW, hatte 2011 das Verhältnis der AN zur NPD wie folgt beschrieben: „Ich wünsche der NPD viel Glück auf ihrem Weg, aber wir glauben nicht an die Demokratie.“
Eine Ausnahme bildet Berlin. Laut dem Berliner Verfassungsschutz ist das Verhältnis zwischen der NPD und den Autonomen Nationalisten eng und vertrauensvoll. So seien die Autonomen Nationalisten „nicht unwesentlich an der Wiederbelebung des Landesverbandes der NPD und dem Neuaufbau seiner Jugendorganisation JN beteiligt“.
Als ein Sammelbecken führender Autonomer Nationalisten hat sich seit ca. 2012 die von Worch gegründete Kleinpartei Die Rechte etabliert. Nach dem Verbot der Vereinigung Nationaler Widerstand Dortmund organisierten sich führende Neonazi-Kader der Kameradschaftsszene wie Siegfried Borchardt oder Dennis Giemsch darin neu.